# Rīgas Satiksme
Rīgas Satiksme je občinsko podjetje za javni prevoz in infrastrukturo, ki oskrbuje Rigo v Latviji in okolico prestolnice. Ustanovljeno je bilo 20. februarja 2003 kot krovna organizacija posameznih upravljavcev tramvajev, avtobusov in trolejbusov v mestu Riga. Dve leti kasneje so bili ločeni operaterji različnih načinov javnega prevoza združeni in preimenovani v sedanje ime.
Poleg storitev javnega prevoza Rīgas Satiksme upravlja tudi storitve plačljivega parkiranja po vsem mestu. Trenutno zaposluje približno 4.100 zaposlenih, njegovi potniki pa so leta 2015 opravili 146,8 milijona voženj. Leta 2018 je dolg Rīgas Satiksme dosegel skoraj 300 milijonov evrov.

## Struktura
Podjetje PLC "Rīgas satiksme" je bilo ustanovljeno 20. februarja 2003 z združitvijo avtobusnih voznih parkov "Imanta" in "Tālava". Januarja 2005 so bili združeni štirje PLC mestne občine Riga — "Rīgas satiksme" (avtobusni prevoz), "Tramvaju un trolejbusu pārvalde" (električni prevoz), "Rīgas autostāvvietas" (parkirišča) in "Rīgas domes autobāze" (mesto Riga mestna avtotržnica). Kot rezultat je "Rīgas satiksme" postalo največje podjetje mestne vlade, ki zaposluje 6500 ljudi.
Podjetje je član Latvijskega združenja latvijskih potnikov, Latvijskega združenja za kakovost in Latvijskega združenja avtomobilskega inženiringa.
Cena vozovnice ob nakupu vozovnice pri vozniku znaša 2 €. Pri plačilu z e-vozovnico (E-talons) se vozovnica zniža (odvisno od vrste vozovnice) na 1,15 €.
Na voljo so 3 vrste e-vozovnic:
- Personalizirana e-vozovnica

Plastična kartica z mikročipom, ki pripada določenemu potniku. To je kartica s fotografijo, imenom in priimkom.
- Nepersonalizirana e-vozovnica

Plastična kartica z mikročipom brez potrditve identitete določenega potnika. Takšno kartico je mogoče kupiti in je nato uporabljamo predplačniško.
- Rumena e-vozovnica

Kartonska vozovnica z mikročipom za določen čas ali število voženj. Kartonska vstopnica velja tri mesece od datuma nakupa.
Po mnogih korupcijskih aferah so v Rigi v strahu pred insolventnostjo podjetja zadolžili upravo za stabilizacijo poslovanja, začasni predsednik Rīgas Satiksme Anrijs Matīss je namreč napovedal, da bo podjetje potrebovalo dokapitalizacijo 37 milijonov evrov, da bi se izognili plačilni nesposobnosti. 5. marca je Matīss odstopil zaradi pomanjkanja podpore spremembam v podjetju. Še vedno se upa, da sicer veliko podjetje ne bo razpadlo na več delov, a podjetje je investiralo v prenovitev vseh sistemov javnega prevoza in bi ob privatizaciji lahko pričakovalo dobičke.